# Ciarlataneria e medicina
Ciarlataneria e medicina. Cure, maschere, ciarle è un libro scritto dal medico e storico della medicina italiano Giorgio Cosmacini pubblicato per la prima volta nel 1998 dalla casa editrice Raffaello Cortina Editore. Questo libro ha per tema principale la ciarlataneria e il suo rapporto con la medicina e narra le vicende di alcuni ciarlatani, o presunti tali, dal Medioevo ai giorni nostri.

## Contenuto

### La Triade Umbra
Il libro si apre con la riflessione dell'autore sulla provenienza della parola ciarlatano: egli afferma che essa proverrebbe dall'unione delle parole ciarla e cerretano. Quest'ultima si riferirebbe agli abitanti di Cerreto, in Umbria, ai quali nel corso del Trecento era stata data la facoltà di richiedere elemosine in favore di alcuni ospedali. La loro funzione era quella di mediatori sociali tra ricchi e poveri ma ben presto molti di essi cominciarono a fare la cresta sugli introiti in modo tale da potersi arricchire e divennero famosi in gran parte del centro Italia grazie alle loro ruberie.
Contemporanei dei cerretani erano i norcini. Provenienti da Norcia, poco lontana da Cerreto, essi erano i più famosi macellai di carne suina in Italia. Grazie alla loro dimestichezza con l'anatomia degli animali e ai divieti conciliari che nel Basso Medioevo inibirono la pratica del cerusico ai monaci, i norcini incominciarono a praticare anche il mestiere del chirurgo. Divennero molto abili soprattutto nell'arte di medicare ferite, cavare sangue, curare cataratte, e praticare la litotomia, tanto da ricevere apprezzamenti da alcuni importanti esponenti della medicina accademica, tra i quali Gabriele Falloppio.
Una terza figura proveniente dalla stessa regione geografica dei cerretani e dei norcini, per la precisione da Orvieto, attiva sul finire del Medioevo è quella dell'orvietano. Legato perlopiù a un misterioso farmaco la cui composizione non è nota, gli orvietani erano dei venditori ambulanti che si aggiravano per le piazze delle città tenendo esibizioni pubbliche al fine di attirare l'attenzione dei cittadini e riuscire a vendere i propri unguenti e medicamenti.
Dall'unione di queste tre figure deriverebbe il primo concetto di ciarlatano.

### Nell'età del Rinascimento
Nel corso del Cinquecento un gran numero di medici fu tacciato di ciarlataneria, soprattutto coloro che si rifacevano alle teorie del medico svizzero Paracelso, il quale rifiutava la dottrina accademica e rigettava le idee di istituzioni del campo medico quali Ippocrate, Galeno e Avicenna sostenendo invece l'importanza dell'esperienza. Anche chi si opponeva alla medicina tradizionale preferendo ai farmaci ufficiali l'uso di soluzioni o unguenti, chiamati anche secreti, subiva spesso ritorsioni da parte delle istituzioni. Tra i tanti ad essere accusati di ciarlataneria risulta anche il medico belga Andrea Vesalio, considerato il fondatore della moderna anatomia.
Uno dei più famosi ciarlatani del periodo fu il bolognese Leonardo Fioravanti. Nato nel 1518, iniziò a praticare il mestiere del chirurgo ma ben presto si inimicò le istituzioni mediche a causa delle sue idee. Egli infatti, come in precedenza aveva fatto Paracelso, riteneva la medicina accademica non in grado di adempiere i propri compiti in quanto era prevalentemente solo teorica. Ad essa anch'egli preferiva l'esperienza e non sottovalutava l'importanza di erbe e unguenti nelle cure mediche. Perciò fu costretto ad abbandonare la città di Bologna e intraprese un lungo girovagare per l'Italia: fu prima a Genova, poi in Sicilia, a Napoli, a Roma. A Venezia intraprese l'attività di saltimbanco e grazie ad essa divenne molto famoso in città. Qui mise per iscritto anche alcune opere mediche che ebbero molta fortuna. Ma fu costretto anche qua ad andarsene a causa dell'opposizione dei medici veneziani che non lo vedevano di buon occhio. Così ricominciò il suo viaggio per l'Europa caratterizzato da alterni periodi di fortuna.

### Nell'età del Barocco
Durante il corso del Seicento le accuse di ciarlataneria da parte dei medici accademici, appoggiati anche dalle istituzioni e dal clero, si fecero più aspre nei confronti dei medici empirici e dei ciarlatani. Ma nonostante ciò, come ammetteva il medico siciliano Gianfilippo Ingrassia, questi ultimi continuavano ad esercitare la propria professione in quanto sarebbe stato difficile trovare un medico che non avesse qualche parvenza di ciarlatano.
Uno dei medici che attirò di più l'attenzione su di sé in questo periodo fu il milanese Giuseppe Francesco Borri. Formatosi a Roma presso il convento dei gesuiti, egli era un fervente sostenitore della nascente iatrochimica e secondo lui la nuova scienza si sarebbe dovuta basare sulle idee di quest'ultima associate alle idee religiose del Vangelo. Fu così che iniziò a cercare dei discepoli per poter divulgare il proprio credo nella città papalina, ma l'ascesa al trono pontificio nel 1655 di Papa Alessandro VII lo convinse ad allontanarsi dalla città. Tornato a Milano, Borri continuò la sua predicazione adunando folle nelle piazze nei giorni di festa. I suoi modi di fare urtarono però il ceto ecclesiastico della città meneghina e, prima di essere arrestato e processato dalla Santa Inquisizione, scappò dalla sua città natale per rifugiarsi nella città francese di Strasburgo. Qui egli raggiunse grande fama grazie ai suoi metodi curativi, ma ciò provocò l'invidia dei medici francesi, i quali lo costrinsero ad abbandonare la città. Così, dopo un breve soggiorno nella città di Amsterdam, si trasferì in Danimarca alla corte del re Federico III, dove restò fino alla morte del re nel 1670. Successivamente intraprese un viaggio verso la Turchia ma, arrivato alla frontiera tra l'Impero Asburgico e l'Impero ottomano, fu arrestato e consegnato alla Santa Inquisizione. Per evitare di essere giustiziato, nel 1672 egli abiurò ma rimase fino alla data della sua morte, avvenuta nel 1695, nella prigione di Castel Sant'Angelo.

### Nell'età del Rococò e dei Lumi
Nel corso del Settecento si assiste ad un progressivo declino della medicina accademica e ad una relativa sfiducia nei suoi confronti a causa della sua trasformazione in medicina ciarlatanesca. Questo cambiamento è ben riportato negli scritti di molti medici del tempo, tra i quali Bernardino Ramazzini, Tommaso Cornelio, Leonardo Di Capua. Non erano solo i medici però a criticare l'operato dei colleghi. A questo pensavano anche molti scrittori del tempo, i quali nei loro scritti spesso deridevano la professione del medico. Esempi lampanti sono alla fine del Cinquecento François Rabelais e il suo Gargantua e Pantagruel, nel Seicento le opere di Molière e nel Settecento il Gil Blas di Alain-René Lesage e le opere teatrali di Carlo Goldoni. Come egli stesso scrive nelle sue Memorie, Goldoni fu ispirato dalla figura di un ciarlatano visto a Milano. Esso era il medico parmense Buonafede Vitali il quale, dopo essersi laureato a Parma, aveva incominciato a viaggiare per l'Europa ricevendo molti attestati di stima per il suo operato. Tornato in Italia, preferì però più che dedicarsi alla canonica attività di medico cominciare a girare per le piazze vendendo unguenti e medicine, ricevendo non poche critiche. Difendendo la propria attività, Vitali attaccava a più riprese la medicina tradizionale asserendo che ad essa era preferibile la medicina dell'esperienza. Aggiungeva inoltre che il proprio lavoro di saltimbanco in mezzo alle folle eticamente era più onesto di quello di coloro che praticavano la medicina quali dottori affermati, che richiedevano ricompense esose per le loro discutibili prestazioni, in quanto egli rendeva le proprie cure accessibili ad ogni livello della società. 
Tuttavia via la fiducia nei confronti dei medici in questo periodo continuava a scemare e sempre più spesso il popolo in caso di guarigione da qualche malattia, procurata per lo più dai guaritori che dai medici, gridava al miracolo più che alle capacità dei medici di contrastare le malattie.

### Una triade d'Antico Regime
Durante la seconda metà del Settecento si assiste a un vero e proprio spettacolo di ciarlataneria. Protagonista è un certo Gaetano de Milan. Egli asseriva di aver studiato in Francia le arti della chimica e della medicina e perciò richiedeva ai signori di Milano di poter esercitare tali professioni. Ma dopo essere stato giudicato idoneo ad esercitare solo il mestiere del chimico, egli continuò lo stesso a fare il medico. Proprio per questo si scontrò varie volte con le autorità milanesi, le quali lo sottoposero ripetutamente a esami per accertare la sua preparazione. Non essendo comunque mai riuscito ad ottenere la licenza, ed essendo ormai acclarata la sua ciarlataneria, per evitare di incorrere in qualche pena decise di abbandonare la città per trasferirsi in Germania.
Altro grande ciarlatano del periodo fu Giuseppe Balsamo, noto come Alessandro, Conte di Cagliostro. Palermitano di nascita, dopo essersi addottorato in chimica e medicina, cominciò a viaggiare in lungo e in largo per l'Europa con la moglie. In uno di questi viaggi egli fu iniziato alla massoneria e vi rimase legato per tutto il resto della sua vita. Raggiunse una grande fama di medico soprattutto a Strasburgo, grazie ai suoi innovativi metodi di cura che risultavano alquanto efficaci. Essi si basavano più sul curare la psiche dei malati che sul guarire il fisico delle persone. Tuttavia, in uno dei suoi viaggi finì al centro di una truffa nei confronti della regina di Francia Maria Antonietta e per questo passò alcuni mesi di prigionia nella fortezza della Bastiglia. Successivamente venne rilasciato ma, durante un altro viaggio, fu arrestato dalla Santa Inquisizione con l'accusa di aggregazione alla massoneria e passò il resto della sua vita in prigione.
Anche il medico Franz Anton Mesmer, uno dei primi medici a basare le sue cure sul magnetismo e fondatore del cosiddetto magnetismo animale, dovette scontrarsi con le autorità e le istituzioni mediche della città di Parigi, soprattutto la Société royale de médecine, le quali lo accusarono di ciarlataneria anche a causa del grande successo che avevano le sue cure tra il popolo.

### Tra Rivoluzione e Restaurazione
Un'altra importante figura ad avere degli scontri con le autorità accademiche francesi sul finire del Settecento fu lo svizzero Jean-Paul Marat. Laureatosi in medicina all'università di Edimburgo, Marat si interessò fin da giovane sia alla filosofia che alla politica. Tornato in Francia, cercò di attirare l'attenzione dell'Accademia delle Scienze di Parigi grazie agli studi naturalistici da lui condotti al fine di dimostrare l'importanza dell'elettricità nel corpo umano, ma venne da essa più volte respinto. Iniziò così un duro attacco contro le istituzioni accademiche da parte del medico svizzero, che ebbero fortuna grazie allo scoppiare della Rivoluzione francese, di cui Marat fu uno dei leader. La Rivoluzione portò all'abbattimento di tutte le istituzioni d'antico regime, tra le quali c'era anche l'Accademia delle Scienze. Ma Marat non riuscì comunque a vedere abbattuta questa istituzione poiché venne ucciso pochi mesi prima della sua abolizione.
Tuttavia, se nel Settecento si era cercato di porre fine all'attività ciarlatanesca tramite una dura legislazione un po' in tutta Europa, nel periodo della Restaurazione, ossia inizio Ottocento, la ciarlataneria tornò in voga, anche grazie al fatto che la medicina ufficiale stava attraversando un periodo di profonda crisi. È in questo periodo che si colloca anche la nascita ufficiale dell'omeopatia, che si proponeva di curare le malattie solo con il placebo, inventata dal medico tedesco Samuel Hahnemann. Ben presto anche l'omeopatia conobbe una grande diffusione e per la sua comprovata inefficacia venne catalogata come ciarlataneria dalla medicina basata su prove.

### Dall'Ottocento al Novecento
Nel corso dell'Ottocento in Italia ebbe molta fortuna un'evoluzione del magnetismo mesmeriano conosciuta come sonnambulismo artificioso. I medici legati a questa dottrina erano convinti di riuscire a riconoscere le cause delle malattie e di poterle curare tramite l'induzione dei pazienti in uno strato di trance. Un'altra dottrina molto diffusa in questo periodo è la frenologia, fondata dal medico tedesco Franz Joseph Gall che in un certo senso fu il precursore della moderna psicologia, secondo la quale era possibile stabilire un nesso tra le protuberanze craniche e il cervello e in questo modo determinare le attitudini psicologiche di un soggetto.
Sul finire dell'Ottocento, come risposta ad una medicina che si era piano piano trasformata in medicina sperimentale, come era stato predetto dal medico francese Claude Bernard, fa la comparsa una nuova figura di guaritore legata alla religione: l'esorcista. Esso era un prete che aveva il compito, tramite gesti e parole, in alcuni casi in cui si riteneva che la malattia fosse dovuta a una presenza maligna nel corpo del malato, di estrarre tale presenza e curare in tal modo la malattia.